# MTV Bad Kreuznach
Der Männerturnverein Bad Kreuznach von 1877 ist ein deutscher Sportverein in Bad Kreuznach.
Aus dem traditionsreichen Verein gingen die deutscher Meisterturner Konrad Frey (mehrfacher Olympiasieger 1936) und Jakob Kiefer (mehrfacher Deutscher Meister) hervor.
Mit elf Meisterschaften (1988, 1989, 1990, 1991, 1992, 1993, 1994, 1998, 2002, 2006, 2009) ist der Verein Rekordmeister der Trampolin-Bundesliga.
Die Olympiasiegerin von 2004 Anna Dogonadze trainierte beim MTV.